# U não
U não hay còn gọi là ung thư não xuất hiện khi có tế bào bất thường hình thành bên trong não. Có hai loại u não: khối u ác tính hoặc u ung thư và u lành tính. Các khối u ung thư có thể được chia thành các khối u nguyên phát bắt đầu trong não, và các khối u hậu phát mà lan rộng tới não từ một nơi khác, được gọi là khối u di căn não. Tất cả các loại khối u não có thể tạo ra các triệu chứng khác nhau tùy thuộc vào phần nào của não bị ảnh hưởng. Các triệu chứng này bao gồm đau đầu, động kinh, vấn đề với thị giác, nôn mửa, và các thay đổi về nhận thức. Đau đầu thường tệ hơn vào buổi sáng và chấm dứt khi nôn mửa. Các vấn đề cụ thể hơn có thể bao gồm khó khăn khi đi bộ, khả năng nói và cảm giác. Khi bệnh tiến triển nặng người bệnh có thể bị bất tỉnh.
Nguyên nhân gây ra u não hiện vẫn chưa rõ ràng. Các yếu tố nguy cơ không phổ biến bao gồm bệnh di truyền thần kinh, tiếp xúc với vinyl chloride, virus Epstein-Barr, và bức xạ ion hóa. Bằng chứng nguy cơ từ việc sử dụng điện thoại di động hiện vẫn chưa được khẳng định. Các loại phổ biến nhất của u não chính ở người lớn là u màng não (thường lành tính), và u sao bào, như u nguyên bào thần kinh đệm. Ở trẻ em, loại phổ biến nhất là u nguyên bào tủy. Chẩn đoán thông thường dùng việc khám bệnh kết hợp với chụp cắt lớp vi tính hoặc chụp cộng hưởng từ. Điều này sau đó thường được xác nhận bằng một xét nghiệm sinh thiết. Dựa trên những phát hiện y học, u não được chia thành các mức độ nghiêm trọng khác nhau.
Điều trị có thể bao gồm kết hợp giữa phẫu thuật, xạ trị, và hóa trị liệu. Thuốc chống co giật có thể cần đến nếu xảy ra động kinh. Dexamethasone và furosemide có thể được sử dụng để giảm sưng xung quanh khối u. Một số khối u phát triển dần dần, chỉ cần giám sát và có thể không cần phải can thiệp thêm nữa. Các phương pháp điều trị sử dụng hệ miễn dịch đang được nghiên cứu. Kết quả dao động đáng kể tùy thuộc vào loại khối u và mức độ lan rộng của nó khi chẩn đoán. U nguyên bào thần kinh đệm thường có kết quả xấu, trong khi u màng não (meningiomas) thường có kết quả tốt. Tỷ lệ sống 5 năm trung bình cho ung thư não ở Mỹ là 33%.
U não thứ phát hoặc di căn thường gặp hơn u não nguyên phát, với khoảng một nửa di căn đến từ ung thư phổi. U não nguyên phát xảy ra với khoảng 250.000 người mỗi năm trên toàn cầu, chiếm ít hơn 2% số ca ung thư. Ở trẻ em dưới 15 tuổi, u não chỉ đứng thứ hai sau bệnh bạch cầu lymphoblastic cấp tính trong danh sách dạng ung thư phổ biến nhất. Ở Úc chi phí kinh tế trung bình của một trường hợp ung thư não là 1,9 triệu đô la, nhiều tiền nhất trong chi phí cho các loại ung thư.